# Partido Comunista de España (reconstituido)
El Partido Comunista de España (reconstituido), también conocido por sus siglas PCE(r), es un partido comunista español ilegalizado, fundado en 1975, pocas semanas antes de la muerte del dictador Francisco Franco, surgidos de una escisión del PCE y apoyados por exmilitantes maoístas y foquistas del PCE(m-l).
Históricamente, sus zonas más activas fueron algunos barrios obreros de Madrid, las ciudades de Vigo, Zaragoza, Córdoba o Cádiz, así como zonas mineras tanto de la provincia de León como de Asturias. Desde los años de la Transición fue considerado el brazo político del grupo terrorista Grupos de Resistencia Antifascista Primero de Octubre (GRAPO) por la Audiencia Nacional, aunque siempre se ha negado la vinculación orgánica entre el PCE(r) y los GRAPO.
En 1978 los miembros del Frente Revolucionario Antifascista y Patriota y el Partido Comunista de España (marxista-leninista) contrarios a dejar la lucha armada, se integraron en los GRAPO y el PCE(r).

## Historia
El PCE(r) celebró su Congreso Fundacional en junio de 1975. Agrupaba a antiguos militantes del Partido Comunista de España (marxista-leninista), de los Círculos Guevaristas y otras organizaciones españolas surgidas en el exilio, que habían dado forma a la Organización de Marxistas-Leninistas de España (OMLE). Esta última había surgido como una corriente comunista que pretendía reconstruir el antiguo Partido Comunista de España (PCE) y se manifestaba disconforme con el «revisionismo» que, a su juicio, se había apoderado del Partido, que desde 1955 apostaba por la política de reconciliación nacional desarrollada por la dirección, encabezada por Santiago Carrillo. 
Sus bases más activas se encuentran históricamente en Vigo (en donde muchos militantes de Organización Obreira confluyeron en la OMLE hacia 1972), Cádiz y el madrileño barrio de El Pozo del Tío Raimundo, del que es originario — aunque nació en Melilla — su histórico secretario general Manuel Pérez Martínez, conocido como camarada Arenas.
Ya en julio de 1976, a los pocos días del nombramiento como presidente de Adolfo Suárez, la Dirección General de Seguridad (DGS) del régimen tardofranquista atribuyó los atentados reivindicados por los GRAPO al PCE(r). La revista de oposición Triunfo decía por entonces que «su programa se basa en la toma del poder para llegar a la dictadura del proletariado y la implantación del socialismo, todo ello mediante la lucha armada revolucionaria».
Unos meses más tarde, en febrero de 1977 y con la Transición ya en marcha, la DGS afirmaba que los GRAPO no eran sino el brazo armado del PCE(r), y facilitaban una lista de actos criminales encabezada por el asesinato de 4 agentes de Policía el 1 de octubre de 1975. Aunque los GRAPO negaban ser el brazo armado de ningún partido político, difundían sus comunicados a través del órgano oficial del PCE(r), Gaceta Roja, y afirmaban que estaban de acuerdo con la política del PCE(r) y la hacían suya. Pocos días más tarde, las autoridades precisaron que el mencionado brazo armado se denominó «Sección Técnica» hasta la comisión del cuádruple asesinato, momento en el que adoptaron su denominación definitiva tomando la fecha del suceso. En el mismo acto se anunciaba la detención de 38 militantes del PCE(r).
Dada su vinculación con los GRAPO, el PCE(r) nunca fue inscrito en el registro de partidos políticos ni se presentó a proceso electoral alguno, sino que desarrolló su actividad política en la alegalidad, hasta su ilegalización por orden del juez Baltasar Garzón en 2003. Finalmente, en julio de 2006, una sentencia de la Audiencia Nacional acordó la disolución del PCE(r) por entender probado que se trataba del brazo político de los GRAPO. La sentencia afirmaba textualmente que «es el partido quien dirige el fusil», expresando así que era el encargado de dirigir al brazo armado, «eligiendo objetivos, consiguiendo la infraestructuras y recursos económicos, escogiendo los responsables de las acciones armadas, así como la composición de los autodenominados comandos militares».
La ilegalización no significó la desaparición del PCE(r). En los últimos años, la formación ilegalizada habría abandonado las tesis exclusivamente maoístas, manteniendo unas tesis más cercanas a un marxismo-leninismo. Tal autocrítica puede leerse en el trabajo de Arenas titulado Tesis sobre la crisis del comunismo.
A nivel internacional, demostró su simpatía hacia el Ejército Irlandés de Liberación Nacional (INLA, por sus siglas en inglés) tras una entrevista publicada en Internet a miembros de esta organización armada de Irlanda del Norte, que abandonó las armas en 2009.

## Actividad política
Sus medios de expresión fueron el periódico Resistencia y el órgano teórico Antorcha, en los que llamaban a la lucha armada política a la clase obrera[cita requerida], con el objetivo de establecer una «república popular y federativa» en España.